# 三越伊勢丹控股
三越伊勢丹控股（日语：三越伊勢丹ホールディングス）是日本一家經營百貨店的控股公司，由三越與伊勢丹兩家連鎖百貨公司於2008年4月1日合資成立，組成方法是把三越與伊勢丹按照各自估值注入新成立的控股公司，使兩者成為新公司的全資附屬公司，最後估值為1股伊勢丹換1股三越伊勢丹控股；1股三越可換3股三越伊勢丹控股。公司的英文及日文名稱中的「三越」與「伊勢丹」是相反排序的。

## 沿革
- 2007年7月25日　就兩者合併構想向外公佈
- 2007年8月23日　就兩者合併構想表示基本同意
- 2007年11月20日　三越與伊勢丹的臨時股東大會通過合併建議
- 2008年3月26日　三越與伊勢丹的各自的上市地位撤銷
- 2008年4月1日　新公司三越伊勢丹控股成立，按1股伊勢丹股票換1股三越伊勢丹控股股票；1股三越股票可換3股三越伊勢丹控股股票，並使三越及伊勢丹成為三越伊勢丹控股全資附屬公司。[2]

## 外部連結
- 三越伊勢丹控股（页面存档备份，存于） （日語）（英文）